# James Van Trees
James (Crawford) Van Trees, A.S.C., né le 13 août 1890 à Oakland (Californie), mort le 11 avril 1973 à Hollywood — Quartier de Los Angeles (Californie), est un directeur de la photographie américain.

## Biographie
Au cinéma, James Van Trees est premier assistant opérateur sur The Wild Olive (1915) d'Oscar Apfel, puis devient chef opérateur à l'occasion de dix films muets sortis en 1916, dont des réalisations de Frank Lloyd (ex. : The Code of Marcia Gray, avec Constance Collier et Forrest Stanley) et de William Desmond Taylor (ex. : The Heart of Paula, avec Forrest Stanley). Au total, il collabore à cent-soixante-quatorze films américains — y compris des westerns —, dont près de quatre-vingts muets. Son dernier comme chef opérateur, sorti en 1947, est le film musical biographique Les Magiciens du swing (The Fabulous Dorseys) (avec Tommy et Jimmy Dorsey) d'Alfred E. Green, qu'il avait déjà assisté à plusieurs reprises auparavant (ainsi, sur Une femme dans la rue en 1935, avec Bette Davis et Ian Hunter). Après The Fabulous Dorseys, il contribue encore à deux films sortis en 1948 et 1949 (mais à la photographie de seconde équipe), réalisés par Roy Del Ruth — pour lequel il avait travaillé sur Taxi! en 1932, avec James Cagney et Loretta Young —.
Outre les cinq réalisateurs déjà nommés, il assiste notamment John Francis Dillon (ex. : The Noose en 1928, avec Richard Barthelmess et Montagu Love), Alan Crosland (ex. : Nuits viennoises en 1930, avec Walter Pidgeon et Louise Fazenda), John G. Adolfi (ex. : L'Homme qui jouait à être Dieu en 1932, avec George Arliss, Violet Heming et Bette Davis), William A. Wellman (ex. : Héros à vendre en 1933, avec Richard Barthelmess, Aline MacMahon et Loretta Young), ou encore Archie Mayo (ex. : Une nuit à Casablanca en 1946, avec les Marx Brothers), entre autres.
Notons ici que James Van Trees apparaît comme acteur — un petit rôle non crédité — dans L'Évadé de l'enfer d'Archie Mayo (1946, avec Anne Baxter, Paul Muni et Claude Rains), dont il dirige les prises de vues.
Après son retrait du cinéma, il revient comme directeur de la photographie à la télévision, sur neuf séries (de 1952 à 1966) et un téléfilm (en 1954). Ainsi, de 1959 à 1963, il est le chef opérateur attitré (146 épisodes) de la série Dobie Gillis.
Il est le fils de la productrice, réalisatrice et scénariste Julia Crawford Ivers (1869-1930, notamment coréalisatrice et scénariste de The Heart of Paula pré-cité).

## Filmographie partielle
Comme directeur de la photographie, sauf mention contraire

### Au cinéma

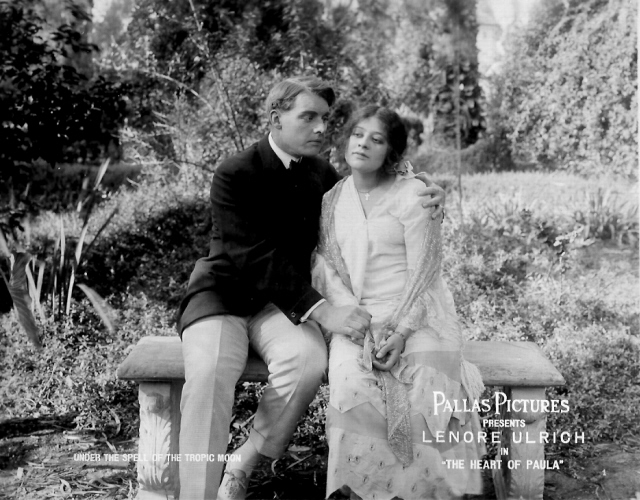
The Heart of Paula (1916) :
Forrest Stanley et Lenore Ulrich

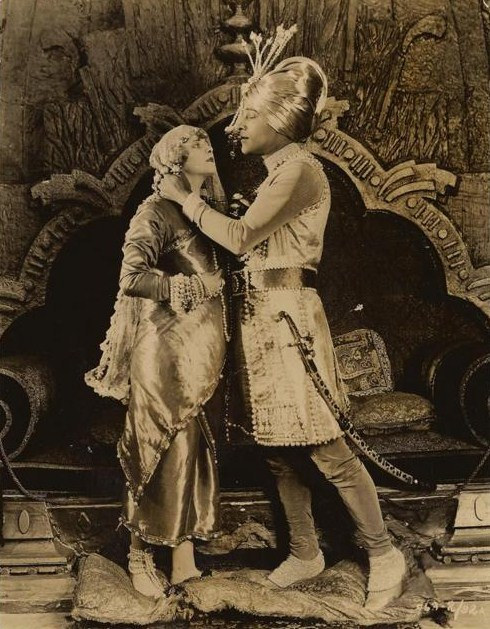
The Young Rajah (1922) :
Wanda Hawley et Rudolph Valentino

#### Années 1910
- 1915 : The Wild Olive d'Oscar Apfel (premier assistant opérateur)
- 1916 : The Code of Marcia Gray de Frank Lloyd
- 1916 : The Heart of Paula de William Desmond Taylor et Julia Crawford Ivers
- 1916 : David Garrick de Frank Lloyd
- 1916 : The Road to Love de Scott Sidney
- 1916 : The Right Direction d'E. Mason Hopper
- 1916 : An International Marriage de Frank Lloyd
- 1916 : The Stronger Love de Frank Lloyd
- 1916 : Madeleine (The Making of Maddalena) de Frank Lloyd
- 1916 : The American Beauty de William Desmond Taylor
- 1917 : The Wax Model d'E. Mason Hopper
- 1917 : Her Own People de Scott Sidney
- 1917 : The Highway of Hope de Howard Estabrook
- 1917 : A Kiss for Susie de Robert Thornby
- 1917 : Le Sacrifice de Sato (Forbidden Paths) de Robert Thornby
- 1917 : The Trouble Buster de Frank Reicher
- 1919 : His Official Fiancée de Robert G. Vignola
- 1919 : Veuve par procuration (Widow by Proxy) de Walter Edwards

#### Années 1920
- 1920 : Le Loupiot (Judy of Rogue's Harbor) de William Desmond Taylor
- 1920 : La Jolie Infirmière (Nurse Marjorie) de William Desmond Taylor
- 1920 : The Furnace de William Desmond Taylor
- 1920 : The Soul of Youth de William Desmond Taylor
- 1920 : The Thirteenth Commandment de Robert G. Vignola
- 1920 : L'Enfant de la tempête (Jenny Be Good) de William Desmond Taylor
- 1921 : Sacred and Profane Love de William Desmond Taylor
- 1921 : Morals de William Desmond Taylor
- 1921 : La Douloureuse Étape (Wealth) de William Desmond Taylor
- 1922 : The Bonded Woman de Phil Rosen
- 1922 : L'Émeraude fatale (The Green Temptation) de William Desmond Taylor
- 1922 : Le Jeune Rajah (The Young Rajah) de Phil Rosen
- 1923 : The Huntress de John Francis Dillon et Lynn Reynolds
- 1923 : Cruel Sacrifice (The Rustle of Silk) d'Herbert Brenon
- 1923 : Flaming Youth de John Francis Dillon
- 1924 : Lilies of the Field de John Francis Dillon
- 1924 : Les Solitaires (Single Wives) de George Archainbaud
- 1925 : I want My Man de Lambert Hillyer
- 1925 : If I marry again de John Francis Dillon
- 1926 : Fifth Avenue de Robert G. Vignola
- 1926 : The Prince of Pilsen de Paul Powell
- 1926 : Don Juan's Three Nights de John Francis Dillon
- 1926 : Le Lys de Whitechapel (Twinkletoes) de Charles Brabin
- 1927 : Lost at the Front de Del Lord
- 1927 : L'Éclair d'argent (Man Crazy) de John Francis Dillon
- 1928 : The Scarlet Lady (en) d'Alan Crosland
- 1928 : Sinner's Parade de John G. Adolfi
- 1928 : The Noose de John Francis Dillon
- 1928 : The Whip de Charles Brabin
- 1929 : The Lone Wolf's Daughter d'Albert S. Rogell
- 1929 : The Argyle Case d'Howard Bretherton
- 1929 : Mademoiselle et son chauffeur (Children of the Ritz) de John Francis Dillon
- 1929 : So Long Letty de Lloyd Bacon
- 1929 : The Sacred Flame d'Archie Mayo

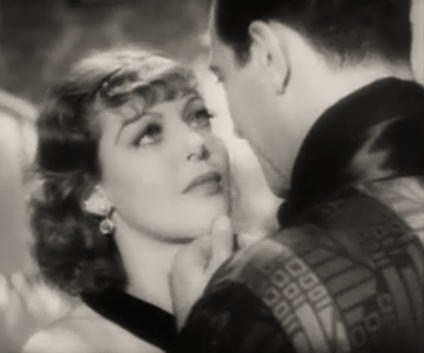
Rose de minuit (1933) :
Loretta Young et Ricardo Cortez

#### Années 1930
- 1930 : The Man Hunter (en) de D. Ross Lederman
- 1930 : Captain Thunder d'Alan Crosland
- 1930 : La Déesse rouge (The Green Goddess) d'Alfred E. Green
- 1930 : She Couldn't Say No de Lloyd Bacon
- 1930 : Nuits viennoises (Viennese Nights) d'Alan Crosland
- 1931 : Le Millionnaire (The Millionaire) de John G. Adolfi
- 1930 : The Man from Blankley's d'Alfred E. Green
- 1931 : The Star Witness de William A. Wellman
- 1931 : Children of Dreams (en) d'Alan Crosland
- 1931 : Alexander Hamilton de John G. Adolfi
- 1931 : Gold Dust Gertie de Lloyd Bacon
- 1932 : The Heart of New York de Mervyn LeRoy
- 1932 : La vie commence (Life begins) de James Flood et Elliott Nugent
- 1932 : A Successful Calamity (en) de John G. Adolfi
- 1932 : Taxi! de Roy Del Ruth
- 1932 : Big City Blues de Mervyn LeRoy
- 1932 : Valet d'argent (Silver Dollar) d'Alfred E. Green
- 1932 : L'Homme qui jouait à être Dieu (The Man who played God) de John G. Adolfi
- 1932 : They Call It Sin de Thornton Freeland
- 1933 : Liliane (Baby Face) d'Alfred E. Green
- 1933 : Rose de minuit (Midnight Mary) de William A. Wellman
- 1933 : The King's Vacation de John G. Adolfi
- 1933 : Lilly Turner de William A. Wellman
- 1933 : Le Parachutiste (Parachute Jumper) d'Alfred E. Green
- 1933 : La Boule rouge (Blood Money) de Rowland Brown
- 1933 : Héros à vendre (Heroes for Sale) de William A. Wellman
- 1933 : Conseils aux cœurs brisés (Advice to the Lovelorn) d'Alfred L. Werker
- 1934 : Stingaree de William A. Wellman
- 1934 : Le Mystère du rapide (Murder in the Private Car) d'Harry Beaumont
- 1934 : Gentlemen Are Born d'Alfred E. Green
- 1934 : West of the Pecos de Phil Rosen
- 1934 : Tempête sur la ligne (Looking for Trouble) de William A. Wellman
- 1935 : Shanghai de James Flood
- 1935 : A Night at the Ritz de William C. McGann
- 1935 : Une femme dans la rue (The Girl from 10th Avenue) d'Alfred E. Green
- 1935 : Every Night at Eight de Raoul Walsh
- 1935 : Monseigneur le détective (The Bishop Misbehaves) d'Ewald André Dupont
- 1936 : Her Master's Voice de Joseph Santley
- 1936 : L'Heure mystérieuse (The Unguarded Hour) de Sam Wood
- 1936 : Palm Springs d'Aubrey Scotto
- 1936 : They met in a Taxi d'Alfred E. Green
- 1936 : L'Homme qui vécut deux fois (The Man who lived Twice) d'Harry Lachman
- 1936 : Career Woman de Lewis Seiler
- 1937 : Meurtre à la radio (Love Is on the Air) de Nick Grinde
- 1937 : Let Them Live d'Harold Young
- 1937 : L'Aventure de minuit (It's Love I'm After) d'Archie Mayo
- 1937 : Wine, Women and Horses de Louis King
- 1938 : Over the Wall de Frank McDonald

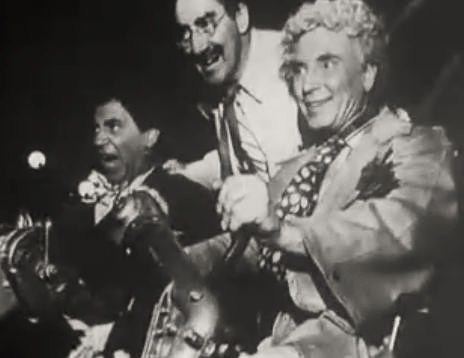
Une nuit à Casablanca (1946) :
Chico, Groucho et Harpo Marx

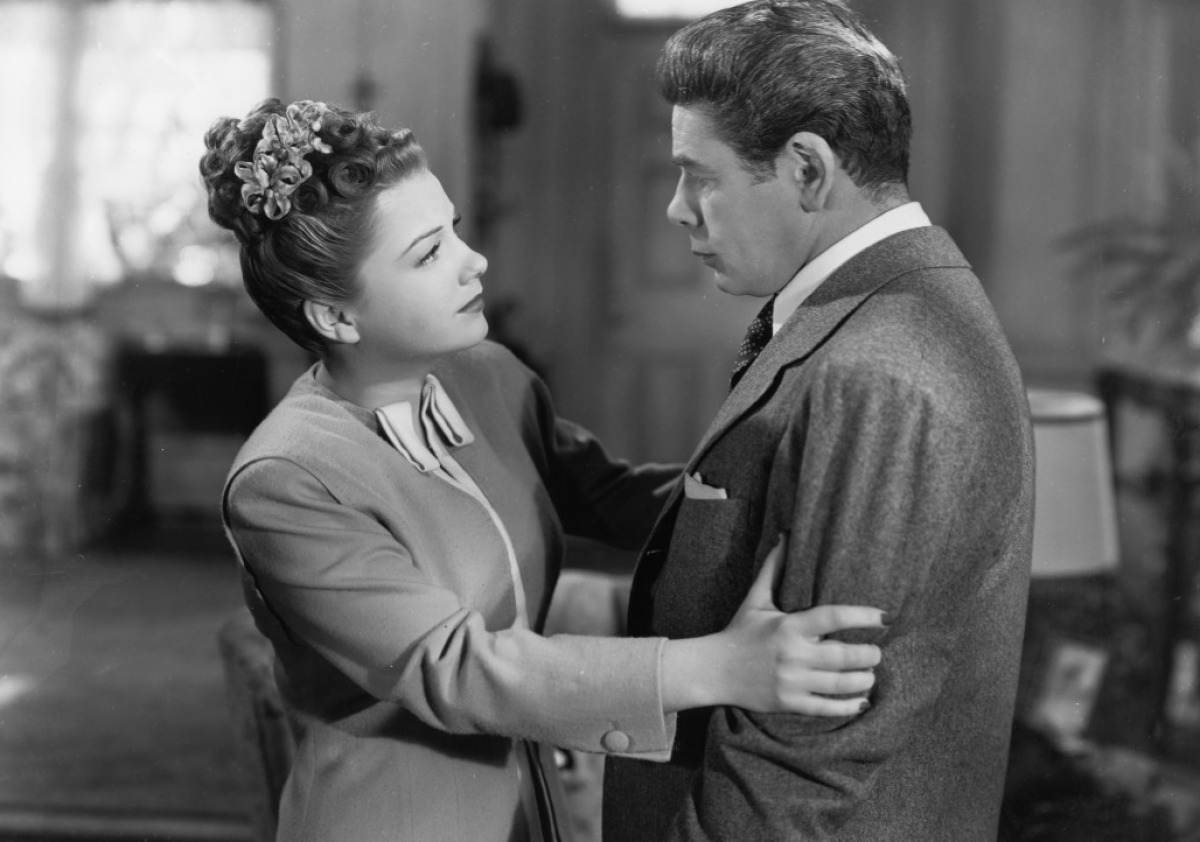
L'Évadé de l'enfer (1946) :
Anne Baxter et Paul Muni

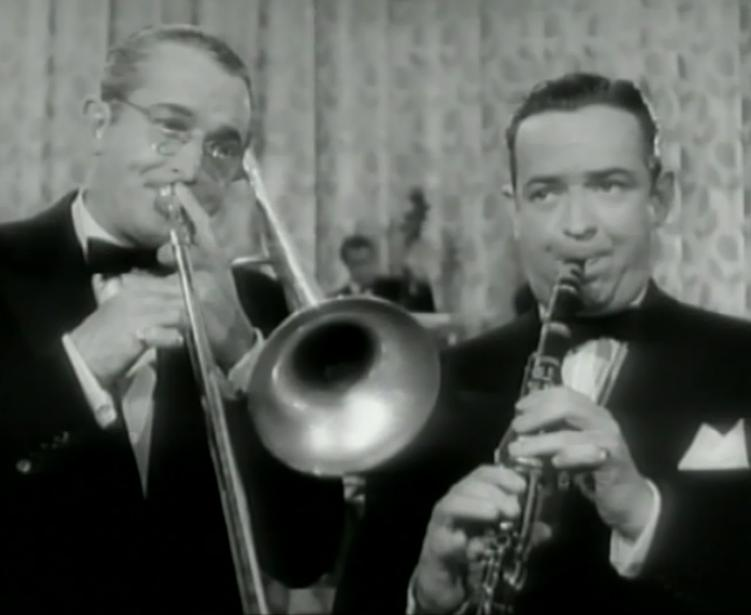
The Fabulous Dorseys (1947) :
Tommy et Jimmy Dorsey

#### Années 1940
- 1940 : Young America Flies de B. Reeves Eason
- 1941 : Flight from Destiny de Vincent Sherman
- 1941 : A Shot in the Dark de William C. McGann
- 1941 : Esquadrille internationale (International Squadron) de Lothar Mendes et Lewis Seiler
- 1941 : Steel against the Sky d'A. Edward Sutherland
- 1942 : Escape from Crime de D. Ross Lederman
- 1942 : Secret Enemies de Benjamin Stoloff
- 1943 : Adventure in Iraq de D. Ross Lederman
- 1944 : Crime au pensionnat (Nine Girls) de Leigh Jason
- 1944 : Two-Man Submarine (en) de Lew Landers
- 1945 : Le Grand John (The Great John L.) de Frank Tuttle
- 1945 : Bedside Manner d'Andrew L. Stone
- 1945 : Hit the Hay de Del Lord
- 1946 : Une nuit à Casablanca (A Night in Casablanca) d'Archie Mayo
- 1946 : L'Évadé de l'enfer (Angel on My Shoulder) d'Archie Mayo
- 1947 : Les Magiciens du swing (The Fabulous Dorseys) d'Alfred E. Green
- 1948 : L'Homme le plus aimé (The Babe Ruth Story) de Roy Del Ruth (photographie de seconde équipe)
- 1949 : Feu rouge (Red Light) de Roy Del Ruth (photographie de seconde équipe)

### À la télévision
- 1954 : For the Defense, téléfilm (court métrage) de James Neilson
- 1959-1963 : Série Dobie Gillis (The Many Loves of Dobie Gillis), Saisons 1 à 4, 146 épisodes
- 1966 : Série Une mère pas comme les autres (My Mother the Car), Saison unique, épisode 19 The Incredible Shrinking Car de Rodney Amateau